# Fussball-Club Rot-Weiß Erfurt 2015-2016
Questa voce raccoglie le informazioni riguardanti il Fussball-Club Rot-Weiß Erfurt nelle competizioni ufficiali della stagione 2015-2016.

## Stagione
Nella stagione 2015-2016 il Rot Weiss Erfurt, allenato da Christian Preußer, Norman Loose e Stefan Krämer, concluse il campionato di 3. Liga all'8º posto.

## Rosa
| N. |                        | Ruolo | Calciatore       |
| -- | ---------------------- | ----- | ---------------- |
| 1  | Germania (bandiera)    | P     | Philipp Klewin   |
| 2  | Germania (bandiera)    | D     | Fabian Hergesell |
| 2  | Germania (bandiera)    | C     | Robert Lischke   |
| 4  | Germania (bandiera)    | D     | Jannis Nikolaou  |
| 5  | Germania (bandiera)    | C     | Burdenski        |
| 6  | Germania (bandiera)    | D     | André Laurito    |
| 7  | Germania (bandiera)    | C     | Theodor Bergmann |
| 8  | Turchia (bandiera)     | A     | Okan Aydın       |
| 9  | Germania (bandiera)    | A     | Tugay Uzan       |
| 10 | Germania (bandiera)    | C     | Daniel Brückner  |
| 10 | Paesi Bassi (bandiera) | A     | Marc Höcher      |
| 13 | Polonia (bandiera)     | C     | Sebastian Tyrała |
| 14 | Germania (bandiera)    | D     | Julian Löschner  |
| 16 | Germania (bandiera)    | P     | Erik Domaschke   |

| N. |                                 | Ruolo | Calciatore         |
| -- | ------------------------------- | ----- | ------------------ |
| 17 | Croazia (bandiera)              | D     | Luka Odak          |
| 18 | Rep. Ceca (bandiera)            | C     | Patrik Twardzik    |
| 21 | Germania (bandiera)             | D     | Jens Möckel        |
| 22 | Germania (bandiera)             | D     | Christoph Menz     |
| 23 | Germania (bandiera)             | C     | Pablo Pigl         |
| 24 | Germania (bandiera)             | C     | Juri Judt          |
| 25 | Germania (bandiera)             | D     | Mario Erb          |
| 26 | Bosnia ed Erzegovina (bandiera) | C     | Amer Kadrić        |
| 27 | Germania (bandiera)             | A     | Carsten Kammlott   |
| 29 | Marocco (bandiera)              | C     | Samir Benamar      |
| 31 | Germania (bandiera)             | P     | Paul Büchel        |
| 33 | Germania (bandiera)             | A     | Sebastian Szimayer |
| 35 | Germania (bandiera)             | D     | Til Schwarz        |
| 39 | Germania (bandiera)             | A     | Hans Oeftger       |

## Organigramma societario
Area tecnica
- Allenatore: Stefan Krämer
- Allenatore in seconda: Ronny Hebestreit, Norman Loose
- Preparatore dei portieri: René Twardzik
- Preparatori atletici:

## Calciomercato

### Sessione estiva
| Acquisti | Acquisti           | Acquisti            | Acquisti |
| R.       | Nome               | da                  | Modalità |
| -------- | ------------------ | ------------------- | -------- |
| C        | Burdenski          | Sconosciuta         |          |
| A        | Marc Höcher        | Roda JC             |          |
| P        | Erik Domaschke     | RB Lipsia II        |          |
| C        | Theodor Bergmann   | Rot-Weiß Erfurt U19 |          |
| D        | Mario Erb          | Unterhaching        |          |
| D        | Fabian Hergesell   | Preußen Münster     |          |
| D        | Jannis Nikolaou    | Colonia II          |          |
| C        | Pablo Pigl         | Schweinfurt 05      |          |
| C        | Patrick Schikowski | RW Oberhausen       |          |
| A        | Sebastian Szimayer | Neckarelz           |          |
| A        | Tugay Uzan         | Union Berlino II    |          |

| Cessioni | Cessioni                   | Cessioni           | Cessioni |
| R.       | Nome                       | a                  | Modalità |
| -------- | -------------------------- | ------------------ | -------- |
| C        | Maik Baumgarten            | Hansa Rostock      |          |
| A        | Simon Brandstetter         | Duisburg           |          |
| C        | Haris Bukva                | Austria Salisburgo |          |
| D        | Rafael Czichos             | Holstein Kiel      |          |
| A        | Christian Falk             | Austria Klagenfurt |          |
| D        | Stefan Kleineheismann      | Hallescher         |          |
| C        | Kevin Möhwald              | Norimberga         |          |
| A        | Federico Palacios-Martínez | RB Lipsia II       |          |
| A        | Andreas Wiegel             | Duisburg           |          |

### Sessione invernale
| Acquisti | Acquisti      | Acquisti             | Acquisti |
| R.       | Nome          | da                   | Modalità |
| -------- | ------------- | -------------------- | -------- |
| C        | Samir Benamar | Arminia Bielefeld II |          |

| Cessioni | Cessioni         | Cessioni              | Cessioni |
| R.       | Nome             | a                     | Modalità |
| -------- | ---------------- | --------------------- | -------- |
| C        | Florian Bichler  | Elversberg            |          |
| A        | Otis Breustedt   | Lüneburger            |          |
| D        | Sascha Eichmeier | Elversberg            |          |
| C        | Thure Ilgner     | Eintracht Norderstedt |          |

## Risultati

### 3. Liga

#### Girone di andata
| Arbitro: | Ittrich |

|                    |           |         |
| Beck 60’ Fuchs 89’ | Marcatori | 31’ Erb |

| Erfurt 1º agosto 2015, ore 14:00 CEST 2ª giornata | Rot-Weiß Erfurt | 0 – 0 referto | Wehen Wiesbaden | Steigerwaldstadion (4 674 spett.)\| Arbitro: \| Kempter \| |
| Arbitro:                                          | Kempter         |               |                 |                                                            |

| Arbitro: | Meyer |

|                                    |           |              |
| Testroet 48’ Aosman 87’ Eilers 90’ | Marcatori | 67’ Kammlott |

| Arbitro: | Kornblum |

|              |           |                |
| Kammlott 38’ | Marcatori | 43’ Laprévotte |

| Arbitro: | Pfeifer |

|                              |           |                       |
| Binakaj 11’ Rizzi 21’ (rig.) | Marcatori | 52’ Menz 62’ Szimayer |

| Arbitro: | Gräfe |

|                                |           |  |
| Szimayer 33’ Kammlott 40’, 62’ | Marcatori |  |

| Würzburg 5 settembre 2015, ore 14:00 CEST 7ª giornata | Kickers Würzburg | 0 – 0 referto | Rot-Weiß Erfurt | flyeralarm Arena (6 337 spett.)\| Arbitro: \| Schütz \| |
| Arbitro:                                              | Schütz           |               |                 |                                                         |

| Arbitro: | Mix |

|  |           |                   |
|  | Marcatori | 89’ (rig.) Wegner |

| Arbitro: | Reichel |

|                                         |           |  |
| Tyrała 61’ (rig.), 89’ (rig.) Aydın 90’ | Marcatori |  |

| Arbitro: | Aarnink |

|                       |           |         |
| Osawe 23’ Bertram 29’ | Marcatori | 62’ Erb |

| Arbitro: | Bokop |

|                         |           |            |
| Höcher 60’ Kammlott 84’ | Marcatori | 10’ Manneh |

| Arbitro: | Schriever |

|                   |           |            |
| Löning 66’ (rig.) | Marcatori | 61’ Höcher |

| Arbitro: | Pfeifer |

|  |           |                       |
|  | Marcatori | 37’ Kessel 64’ Königs |

| Arbitro: | Thomsen |

|          |           |  |
| Groß 86’ | Marcatori |  |

| Arbitro: | Sather |

|          |           |  |
| Uzan 32’ | Marcatori |  |

| Arbitro: | Schult |

|                       |           |                     |
| Morys 38’ Drexler 47’ | Marcatori | 23’ Tyrała 55’ Uzan |

| Arbitro: | Brand |

|                            |           |                                  |
| Kammlott 23’, 62’ Uzan 78’ | Marcatori | 5’ (rig.) Ahlschwede 67’ Jänicke |

| Arbitro: | Schriever |

|                            |           |          |
| Schorch 17’ Breitkreuz 63’ | Marcatori | 84’ Menz |

| Arbitro: | Schwermer |

|          |           |                                            |
| Menz 36’ | Marcatori | 2’ Guder 34’ Lewerenz 85’ (rig.) Schäffler |

#### Girone di ritorno
| Arbitro: | Kampka |

|  |           |                    |
|  | Marcatori | 8’ Brandt 14’ Beck |

| Arbitro: | Huber |

|                                                 |           |  |
| Schindler 25’ Uzan 76’ (aut.) Schnellbacher 84’ | Marcatori |  |

| Arbitro: | Drees |

|                                        |           |                           |
| Höcher 45’ Tyrała 69’ (rig.) Aydın 90’ | Marcatori | 20’ Testroet 90’ Hartmann |

| Arbitro: | Steinhaus-Webb |

|                         |           |  |
| Krohne 6’ Reichwein 16’ | Marcatori |  |

| Arbitro: | Bläser |

|  |           |                 |
|  | Marcatori | 74’, 85’ Breier |

| Arbitro: | Günsch |

|            |           |                       |
| Ferati 90’ | Marcatori | 49’ Kammlott 69’ Menz |

| Arbitro: | Schütz |

|              |           |  |
| Kammlott 55’ | Marcatori |  |

| Arbitro: | Brand |

|                     |           |                          |
| Soukou 5’ Köpke 77’ | Marcatori | 45’ Benamar 58’ Nikolaou |

| Arbitro: | Reichel |

|           |           |  |
| Höler 21’ | Marcatori |  |

| Arbitro: | Steinhaus-Webb |

|                |           |                |
| Erb 13’ (rig.) | Marcatori | 40’ Lindenhahn |

| Arbitro: | Koslowski |

|  |           |              |
|  | Marcatori | 13’ Kammlott |

| Arbitro: | Meyer |

|  |           |                       |
|  | Marcatori | 61’ Dem 72’ Danneberg |

| Arbitro: | Kempkes |

|             |           |                                    |
| Dahmani 45’ | Marcatori | 20’ Menz 28’ Kammlott 59’ Szimayer |

| Arbitro: | Hartmann |

|                                              |           |                   |
| Möckel 34’ Aydın 46’ Tyrała 53’ Kammlott 90’ | Marcatori | 8’, 77’ Kandziora |

| Arbitro: | Dingert |

|  |           |           |
|  | Marcatori | 69’ Aydın |

| Arbitro: | Waschitzki-Günther |

|                      |           |  |
| Möckel 55’ Aydın 90’ | Marcatori |  |

| Arbitro: | Gerach |

|                                        |           |                  |
| Andrist 7’ Möckel 9’ (aut.) Ziemer 53’ | Marcatori | 26’ (aut.) Dorda |

| Arbitro: | Winkmann |

|  |           |            |
|  | Marcatori | 34’ Möhrle |

| Arbitro: | Schwermer |

|  |           |                                       |
|  | Marcatori | 5’ Brückner 52’ Bergmann 65’ Nikolaou |

## Statistiche

### Statistiche di squadra
| Competizione | Punti | In casa | In casa | In casa | In casa | In casa | In casa | In trasferta | In trasferta | In trasferta | In trasferta | In trasferta | In trasferta | Totale | Totale | Totale | Totale | Totale | Totale | DR |
| Competizione | Punti | G       | V       | N       | P       | Gf      | Gs      | G            | V            | N            | P            | Gf           | Gs           | G      | V      | N      | P      | Gf     | Gs     | DR |
| ------------ | ----- | ------- | ------- | ------- | ------- | ------- | ------- | ------------ | ------------ | ------------ | ------------ | ------------ | ------------ | ------ | ------ | ------ | ------ | ------ | ------ | -- |
| 3. Liga      | 50    | 19      | 9       | 3       | 7       | 25      | 22      | 19           | 5            | 5            | 9            | 22           | 28           | 38     | 14     | 8      | 16     | 47     | 50     | -3 |
| Totale       | 50    | 19      | 9       | 3       | 7       | 25      | 22      | 19           | 5            | 5            | 9            | 22           | 28           | 38     | 14     | 8      | 16     | 47     | 50     | -3 |

### Andamento in campionato
| Giornata  | 1  | 2  | 3  | 4  | 5  | 6  | 7  | 8  | 9  | 10 | 11 | 12 | 13 | 14 | 15 | 16 | 17 | 18 | 19 | 20 | 21 | 22 | 23 | 24 | 25 | 26 | 27 | 28 | 29 | 30 | 31 | 32 | 33 | 34 | 35 | 36 | 37 | 38 |
| --------- | -- | -- | -- | -- | -- | -- | -- | -- | -- | -- | -- | -- | -- | -- | -- | -- | -- | -- | -- | -- | -- | -- | -- | -- | -- | -- | -- | -- | -- | -- | -- | -- | -- | -- | -- | -- | -- | -- |
| Luogo     | T  | C  | T  | C  | T  | C  | T  | C  | C  | T  | C  | T  | C  | T  | C  | T  | C  | T  | C  | C  | T  | C  | T  | C  | T  | C  | T  | T  | C  | T  | C  | T  | C  | T  | C  | T  | C  | T  |
| Risultato | P  | N  | P  | N  | N  | V  | N  | P  | V  | P  | V  | N  | P  | P  | V  | N  | V  | P  | P  | P  | P  | V  | P  | P  | V  | V  | N  | P  | N  | V  | P  | V  | V  | V  | V  | P  | P  | V  |
| Posizione | 15 | 17 | 19 | 20 | 19 | 16 | 15 | 17 | 12 | 15 | 10 | 12 | 14 | 15 | 12 | 13 | 11 | 12 | 16 | 16 | 17 | 15 | 17 | 17 | 16 | 15 | 16 | 17 | 15 | 13 | 15 | 14 | 13 | 9  | 7  | 10 | 11 | 8  |

Legenda:

Luogo: C = Casa; T = Trasferta. Risultato: V = Vittoria; N = Pareggio; P = Sconfitta.

### Statistiche dei giocatori
| O. Aydin      | 36 | 5  | 5  | 0 |
| S. Benamar    | 14 | 1  | 5  | 0 |
| T. Bergmann   | 14 | 1  | 0  | 0 |
| F. Bichler    | 12 | 0  | 1  | 1 |
| D. Brückner   | 15 | 1  | 3  | 0 |
| B. Burdenski  | 1  | 0  | 0  | 0 |
| P. Büchel     | 0  | 0  | 0  | 0 |
| E. Domaschke  | 17 | 0  | 1  | 0 |
| S. Eichmeier  | 10 | 0  | 0  | 0 |
| M. Erb        | 37 | 3  | 8  | 0 |
| F. Hergesell  | 19 | 0  | 5  | 0 |
| M. Höcher     | 18 | 3  | 2  | 0 |
| J. Judt       | 26 | 0  | 8  | 1 |
| A. Kadrić     | 4  | 0  | 0  | 0 |
| C. Kammlott   | 33 | 12 | 8  | 1 |
| P. Klewin     | 21 | 0  | 2  | 0 |
| A. Laurito    | 32 | 0  | 6  | 0 |
| R. Lischke    | 0  | 0  | 0  | 0 |
| J. Löschner   | 1  | 0  | 1  | 0 |
| C. Menz       | 32 | 5  | 5  | 1 |
| J. Möckel     | 9  | 2  | 3  | 0 |
| J. Nikolaou   | 29 | 2  | 12 | 0 |
| L. Odak       | 27 | 0  | 7  | 0 |
| H. Oeftger    | 0  | 0  | 0  | 0 |
| P. Pigl       | 26 | 0  | 3  | 0 |
| P. Schikowski | 1  | 0  | 0  | 0 |
| T. Schwarz    | 0  | 0  | 0  | 0 |
| S. Szimayer   | 26 | 3  | 5  | 0 |
| P. Twardzik   | 1  | 0  | 0  | 0 |
| S. Tyrała     | 36 | 5  | 11 | 0 |
| T. Uzan       | 23 | 3  | 2  | 0 |